# ماتيو بوستوس
ماتيو بوستوس (بالإسبانية: Mateo Bustos)‏ هو لاعب كرة قدم أرجنتيني، ولد في 9 أكتوبر 1992. لعب مع جمعية بورتوغيزا الرياضية.

## وصلات خارجية
- ماتيو بوستوس على موقع قاعدة بيانات كرة القدم.إي يو (الإنجليزية)
- ماتيو بوستوس على موقع Soccerway.com (الإنجليزية)